# Mucari
Mucari és un municipi de la província de Malanje. Té una extensió de 2.981 km² i 29.037 habitants. Comprèn les comunes de Catala, Caxinga, Mucari (Caculama) i Muquixi. Limita al nord amb el municipi de Kiuaba Nzoji, a l'est amb el de Quela, al sud amb els de Cambundi Catembo i Cangandala, i a l'oest amb el de Malanje.